# When the Night Falls
When the Night Falls es el álbum debut de Agnes Pihlava, lanzado el 27 de septiembre de 2006. Las canciones del álbum están compuestas por, entre otros, el cantante de Lordi Tomi Putaansuu, el cantante de la banda Europe Joey Tempest y el vocalista de Sonata Arctica Tony Kakko. El álbum también contiene tres sencillos, como son I Thought We Were Lovers, Danger In Love, y Change.

## Lista de canciones
| Edición Estándar |                                          |              |          |  |
| N.º              | Título                                   | Escritor(es) | Duración |  |
| 1.               | «Bleed»                                  | Agnes        | 3:42     |  |
| 2.               | «When the Night Falls»                   | Agnes        | 4:00     |  |
| 3.               | «I Thought We Were Lovers»               | Agnes        | 3:23     |  |
| 4.               | «Change»                                 | Joey Tempest | 4:06     |  |
| 5.               | «Evil Empire»                            | Agnes        | 3:59     |  |
| 6.               | «Danger in Love»                         | Mr. Lordi    | 3:45     |  |
| 7.               | «Closed the Gates»                       | Tony Kakko   | 4:17     |  |
| 8.               | «Heartache»                              | Agnes        | 3:32     |  |
| 9.               | «Just a Number»                          | Agnes        | 3:21     |  |
| 10.              | «Ghost in My Heart»                      | Agnes        | 3:41     |  |
| 11.              | «Who Would Ever Let a Love Like This Go» | Agnes        | 4:20     |  |
| 42:06            |                                          |              |          |  |

| Edición japonesa |                                      |              |          |  |
| N.º              | Título                               | Escritor(es) | Duración |  |
| 12.              | «In the Shadows»                     | Agnes        |          |  |
| 13.              | «Tallulah (Cover de Sonata Arctica)» | Agnes        |          |  |
| 14.              | «Mama, I'm Coming Home»              | Agnes        |          |  |

## Sencillos
- I Thought We Were Lovers (2006 - #2)[3]
- Danger In Love (2006)
- Change (2007)

## Créditos
- Agnes Pihlava (vocalista)
- Mikko Sirén (batería)
- Tuomas Wäinölä (guitarra)
- Lauri Porra (bajo)
- Sami Ojala (batería)
- Aki Trygg (guitarra)

## Rendimiento
| Año  | Conteo | Semana | Posición |
| ---- | ------ | ------ | -------- |
| 2006 | Top50  | 40     | 8        |
| 2006 | Top50  | 41     | 15       |
| 2006 | Top50  | 42     | 16       |
| 2006 | Top50  | 43     | 18       |
| 2006 | Top50  | 44     | 16       |
| 2006 | Top50  | 45     | 31       |
| 2006 | Top50  | 46     | 34       |